# Гендріксон Олександр Антонович
Олександр Антонович Гендріксон (23 листопада 1895, місто Ревель, тепер місто Таллінн, Естонія — 4 жовтня 1977, місто Таллінн, тепер Естонія) — радянський естонський діяч, голова Талліннського міськвиконкому. Депутат Верховної Ради СРСР 4—5-го скликань.

## Життєпис
Народився в родині робітника. З 1910 року — учень слюсаря, слюсар на паперовій фабриці Йохансона, коваль вагоноремонтного заводу «Двигун» в місті Ревелі. 
Член РСДРП(б) з 1917 року.
У 1918—1921 роках — червоногвардієць, червонофлотець, машиніст на лінійному кораблі «Республіка» ВМФ РРФСР.
З 1921 року — студент Робітничого естонського інституту. Потім служив на торговому флоті СРСР.
У 1929 році закінчив Ленінградський інститут народного господарства імені Фрідріха Енгельса.
У 1929—1934 роках — інженер-економіст тресту, начальник відділу планування (планово-економічного відділу) заводу «Лакофарба», директор хімічного заводу «Республіка» в Ленінграді.
У 1939—1944 роках — директор зернорадгоспу «Бурани» в Челябінській області; начальник цеху і секретар партійного бюро заводу художніх фарб у Ленінграді; начальник сектору постачання сировини при відділі планування господарства Ленінградського міського комітету ВКП(б).
У 1944—1945 роках — завідувач відділу промисловості ЦК КП(б) Естонії і заступник секретаря ЦК КП(б) Естонії з питань промисловості.
У 1945 році — 2-й секретар Талліннського міського комітету КП(б) Естонії.
17 вересня 1945 року — 29 березня 1961 року — голова виконавчого комітету Талліннської міської ради депутатів трудящих.
З 1961 року — на пенсії в Таллінні.
Помер 4 жовтня 1977 року в Таллінні. Похований на Лісовому цвинтарі Таллінна. 

## Нагороди
- орден Леніна
- орден Жовтневої Революції
- орден Вітчизняної війни ІІ ст.
- орден Трудового Червоного Прапора
- орден «Знак Пошани» (1965)
- медалі